# 恐惧的代价
《恐惧的代价》（法語：Le Salaire de la peur）是亨利-喬治·克魯佐1953年拍攝的劇情片，改編自喬治·阿諾1950年的同名小說。是唯一一部同時展獲金熊獎和金棕櫚獎的電影。

## 軼事
因本片同時在柏林影展與坎城影展獲獎，在此之後三大影展規定不得有電影同時入選三大影展的競賽單元。

## 剧情
法国人马里奥（Mario）和乔（Jo）、德国人宾巴（Bimba）和意大利人路易吉（Luigi）被困在与世隔绝的拉斯皮德拉斯镇。该镇被沙漠包围，只有一条飞机跑道与外界相连，但机票价格超出了这些人的承受能力。除了主宰该镇的美国公司 Southern Oil Company（南方石油公司，简称 SOC）外，几乎没有其他就业机会，该公司经营着附近的油田，并在镇内拥有一座围墙大院。南方石油公司剥削当地工人，自行执法，但小镇居民却依赖于它，默默忍受。
马里奥是个尖酸刻薄的科西嘉花花公子，对他忠贞不渝的爱人琳达不屑一顾。乔是一个年迈的前黑帮老大，最近发现自己滞留在小镇上。宾巴是一个沉默寡言的人，他的父亲被纳粹杀害，他自己曾在盐矿工作过三年。马里奥的室友路易吉是一个活泼、勤劳的人，他刚刚得知自己的肺部被水泥灰尘污染，生命垂危。马里奥因在巴黎生活过的共同背景而结识了乔，但乔因其好斗、傲慢的个性而与小酒馆的其他常客产生了隔阂。
SOC 的一个油田突发大火。扑灭大火并封住油井的唯一办法就是用硝化甘油进行爆炸。由于时间仓促，又缺乏适当的设备，必须将硝化甘油装在两辆大卡车上的德國桶中，从 500 公里（300 英里）外的 SOC 总部运来。由于路况差，硝化甘油又极易挥发，对于加入工会的 SOC 员工来说，这项工作太危险了。
公司工头比尔-奥布莱恩（Bill O'Brien）从当地社区招募卡车司机。尽管危险重重，但在高薪的诱惑下，许多当地人还是自愿应聘： 每个司机 2000 美元。这对他们来说是一笔巨款，也许是他们摆脱穷困生活的唯一出路。申请者的范围缩小到四名司机： 马里奥、宾巴和路易吉以及一个叫斯默洛夫的德国人被选中。斯梅尔洛夫未能在约定的日子出现，因此在奥布莱恩走私时就认识他的乔取代了他的位置。其他司机怀疑乔以某种方式恐吓斯默洛夫，以方便自己雇用他。
乔和马里奥用一辆车运送硝化甘油，路易吉和宾巴用另一辆车，为了减少潜在的人员伤亡，他们之间相隔 30 分钟。司机们不得不面对一系列身体和心理障碍，包括一段被称为 “洗衣板 ”的崎岖不平的道路、一个建筑路障迫使他们在悬崖峭壁上的腐烂平台周围徘徊，以及一块挡住道路的巨石。乔发现自己的神经已经大不如前，其他人也质问乔是否越来越胆小。最后，路易吉和宾巴的卡车在毫无征兆的情况下爆炸，两人双双丧生。
马里奥和乔赶到爆破现场，却发现一个大坑正在迅速被破裂的输油管中的石油填满。乔下车帮助马里奥穿过充满石油的大坑。然而，卡车有陷入泥潭的危险，在他们疯狂试图阻止卡车陷入泥潭的过程中，马里奥撞伤了乔。虽然车子最终脱离了泥潭，但乔却受了重伤。到达油田后，马里奥和乔被誉为英雄，但乔已经死了，马里奥也因精疲力竭而倒下。康复后，他乘坐同一辆卡车回家。朋友死后，他领取了双倍的工资，并拒绝了 SOC 提供的代驾服务。马里奥兴高采烈地驾车行驶在山路上，此时镇上的小酒馆正在举行派对，马里奥的朋友们正翘首以盼他的到来。在同一条路上，他曾多次躲过死神的追捕，因此故意肆无忌惮地急转弯。在小酒馆跳舞的琳达晕倒了。马里奥在转弯时速度过快，冲过护栏车祸丧生。

## 角色
- Yves Montand - 馬里歐/Mario
- Charles Vanel - 老喬/Jo
- Peter van Eyck - 鄧巴/Bimba
- Folco Lulli - 魯吉/Luigi
- Véra Clouzot - Linda
- William Tubbs - Bill O'Brien
- Darío Moreno - Hernandez
- Jo Dest - Smerloff
- Antonio Centa - Camp Chief
- Luis De Lima - Bernardo

## 奖项
- 1953年柏林影展-金熊奖
- 1953年康城影展-金棕榈奖
- 1955年英国电影学院奖-最佳影片